# Dave Tough
David Jarvis Tough (Oak Park, 26 april 1907 - Newark, 9 december 1948) was een Amerikaanse jazzdrummer van de hotjazz en swing.

## Carrière
Dave Tough werd geboren als zoon van welgestelde ouders. Zijn passie voor de jazz leidde hem vervolgens naar de Austin High Gang (genoemd naar de bemiddelde voorstad van Chicago), waar veel blanke jazzmuzikanten, die later vooral speelden in Eddie Condons band, hun muziekcarrière begonnen. Als goede vriend van Bud Freeman speelde hij vooreerst in 1923/1924 tijdens de schoolvakanties, voordat hij in 1925 professioneel drummer werd. Van 1927 tot 1929 speelde hij in Europa bij Danny Polo en in de band van George Carhart in Parijs, waar hij ook speelde met Mezz Mezzrow. Na de terugkeer in 1929 speelde hij met Benny Goodman en Red Nichols, maar onderbrak dan aan het begin van de jaren 1930 wegens ziekte zijn muziekcarrière. In 1936 was hij kortstondig in Ray Nobles orkest en daarna in 1936/1937 bij Tommy Dorsey.  Er volgden verplichtingen bij Red Norvo, Bunny Berigan en Benny Goodman (in 1938 als tijdelijke vervanger van Gene Krupa), voordat hij dan in 1939 weer bij Tommy Dorsey en daarna bij Jimmy Dorsey speelde. Naast swing speelde hij ook dixieland met Jack Teagarden, Mezz Mezzrow en Bud Freeman. Tijdens de jaren 1940 was hij kortstondig bij Artie Shaw en Charlie Spivak en speelde hij tijdens zijn militaire diensttijd van 1942 tot 1944 in de United States Navy bij de band van Artie Shaw in het gebied rond de zuidelijke Grote Oceaan. Tegenwoordig is hij voornamelijk in herinnering vanwege zijn periode in 1944/1945 bij de First Herd van Woody Herman.
In september 1945 verliet hij Herman en werkte hij met Joe Marsala, Eddie Condon (1946), Jazz at the Philharmonic, Charlie Ventura (1947) en Muggsy Spanier (1947/48). Tough had tijdens zijn leven gezondheidsproblemen, die hem steeds weer tot onderbrekingen dwongen en was bovendien alcoholist.

## Overlijden
Dave Tough overleed in 1948 op 41-jarige leeftijd aan de gevolgen van een schedelbreuk, die hij opliep door een val op de straat.

## Boekwerken
- 1970: Carlo Bohländer e.a.: Reclams Jazzführer. Reclam, Stuttgart 1970.
- 1999: Ian Carr e.a.: Jazz Rough Guide. Stuttgart 1999, ISBN 3-476-01584-X.
- 1999: Leonard Feather, Ira Gitler: The Biographical Encyclopedia of Jazz. Oxford, New York 1999, ISBN 978-0-19-532000-8.

- Bibsys: 5013433
- Biblioteca Nacional de España: XX842918
- Bibliothèque nationale de France: cb13935503c (data)
- Gemeinsame Normdatei: 1119833809
- International Standard Name Identifier: 0000 0003 5537 6876
- Library of Congress Control Number: n94120285
- MusicBrainz: aba74aa3-a402-4070-b84b-9dff254fd472
- Nationale Bibliotheek van Tsjechië: xx0079845
- Istituto Centrale per il Catalogo Unico: VIAV130897
- SNAC: w69s472v
- Système universitaire de documentation: 197779018
- Virtual International Authority File: 93811114
- WorldCat: E39PBJyX4hk8HdMkBKv3bkqhHC